# سنت فرنسوا د ماداوسکا
سنت فرنسوا د ماداوسکا (به انگلیسی: Saint-François-de-Madawaska) یک منطقهٔ مسکونی در کانادا است که در ماداوسکا واقع شده‌است. سنت فرنسوا د ماداوسکا ۶٫۳۴ کیلومتر مربع مساحت و ۵۳۳ نفر جمعیت دارد.